# Персиваль, Джон
Джон Персиваль (англ. John Percival 1863—1949) — английский ботаник, выдающийся учёный, основатель сельскохозяйственной ботаники как научной дисциплины, систематик, тритиколог, генетик, селекционер, агроном, историк ботаники и преподаватель. Профессор сельскохозяйственной ботаники в Редингском университете с 1907 по 1932 годы.
Состоял в Линнеевском обществе с 1893 года, был вице-президентом общества в 1926—1927 годах.
Его фундаментальная монография «The Wheat Plant», вышедшая в 1921 году, до последнего времени оставалась стандартным справочником по пшеницам, последнее переиздание было выпущено в 1974 году. 

## Биография
Родился в 1863 году в Карперби, Уэнслидейл, Северный Йоркшир. Он был вторым ребёнком Эдварда Чепмена и Элизабет Персиваль, его родители поженились в 1869 году. В 14 лет после девяти лет обучения в местной школе он перебирается в Йорк, становится учеником книготорговца и печатника Уильяма Сешнса. С помощью семьи Спенс и Коттон, в возрасте 21 год он поступил в Кембридж, где получает степень бакалавра в 1887 году, магистра в 1891 году и доктора в 1922 году.
Получив степень по биологии, в течение трёх лет работает в ботанической лаборатории Британского музея (естествознание).
Затем он сотрудничал Дэниелем Холлом в сфере обучения сельскохозяйственным наукам. С первых лет основания преподавал в сельскохозяйственном колледже Уай в графстве Кент, где создал ботанические разделы учебной программы по сельскому хозяйству. Как первый директор сельскохозяйственной кафедры в Рединге, в 1903—1909 годах, он считается основателем факультета сельского хозяйства. В 1909 году он был назначен профессором сельскохозяйственной ботаники. Его интерес к селекции и разнообразию пшеницы (включая археологические материалы) привёл к созданию коллекции, включающую 2500 образцов пшеницы из многих стран мира. Работа принесла ему международную известность, завязалась дружба с Н. И. Вавиловым. В 1922 году он получил докторскую степень ScD в Кембридже.
Примерно в 1928 году Персиваль получил от П. М. Жуковского, на тот момент возможно полную коллекцию видов рода Aegilops, имеющих важное значение в истории одомашнивания пшеницы (Triticum). В последующие годы Персиваль уделял много внимания вопросом скрещиванию двух видов злаков.
Во время Великой Отечественной войны коллекции Института растениеводства им. Вавилова были рассредоточены в целях безопасности из Ленинграда в разные части СССР. В 1957 году ботаник В. И. Соколов, участвовавший в эвакуации, сообщил, что во время войны коллекция эгилопсов была утеряна. К счастью, благодаря давнему интересу Персиваля коллекция в Рединге уцелела и полный комплект образцов был отправлен в Ленинград, для восстановления советской коллекции злаков.

## Избранные работы
- Agricultural Botany, Theoretical and Practical. — London : Duckworth & Co, 1900.[4] 6th edition. — 1921.
- Agricultural Bacteriology, Theoretical and Practical. — London : Duckworth & Co, 1910.
- The Wheat Plant: A Monograph. — London : Duckworth & Co, 1921.
- Wheat in Great Britain. — 1934. (2nd edition, 1948)